# Dieter Hanitsch
Dieter Hanitsch (* 1955 in Lutherstadt Eisleben) ist ein deutscher Polizeibeamter. Von 2005 bis 2011 war er Polizeipräsident von Dresden.

## Leben
Hanitsch begann seine Laufbahn bei der Bereitschaftspolizei der DDR und durchlief eine Spezialausbildung für Versorgungsdienste an der Militärakademie der DDR in Dresden. Ab Oktober 1990 leitete er die Polizeischule Dresden. Hanitsch absolvierte die Förderungsfortbildungen für den höheren Polizeivollzugsdienst an der Polizei-Führungsakademie in Münster. Im September 1991 wurde er Chef der Landespolizeidirektion Zentrale Dienste Sachsen. Im September 1998 übernahm er das Referat für Polizeitechnik im Sächsischen Staatsministerium des Innern. Im Februar 2000 übertrag man ihm beim Polizeipräsidium Dresden die Leitung des Führungsstabes und der Abteilung für den Polizeivollzugsdienst. Ab März 2002 leitete er das Polizeipräsidium kommissarisch.
Im Januar 2005 kehrte er vorübergehend ins Innenministerium als Referatsleiter für Einsatz und verkehrspolizeiliche Aufgaben zurück, um im August des gleichen Jahres zum Dresdner Polizeipräsident ernannt zu werden.
Im Juni 2011 wurde er als Chef der Dresdner Polizeidirektion abgelöst und übernahm wieder die Leitung der Landespolizeidirektion für Zentrale Dienste.
Ausschlaggebend dafür war eine umstrittene Funkzellenabfrage im Februar des gleichen Jahres, bei der von seiner Dienststelle, anlässlich der Demonstrationen und Gegenkundgebungen zu dem Gedenken an den 13. Februar 1945, Telefonverbindungsdaten von fast einer Million Menschen ausgewertet wurden.
Im Februar 2015 wurde er erneut ins Sächsische Staatsministerium des Innern versetzt und zum Inspekteur der Polizei ernannt.
Am 1. März 2017 wurde er in den Ruhestand versetzt.